# فیلیپ ساندر
فیلیپ ساندر (انگلیسی: Philipp Sander؛ زادهٔ ۲۱ فوریهٔ ۱۹۹۸) بازیکن فوتبال است.
از باشگاه‌هایی که در آن بازی کرده‌است می‌توان به باشگاه فوتبال هولشتاین کیل اشاره کرد.